# Амдинов, Меретдин
Меретдин Амдинов (тадж. Мехриддин Амдинов; 1905, Хорог, Ферганская область (Российская империя) Памир — 3 мая 1938, Сталинабад, Таджикская ССР, СССР) — советский, таджикский политический и государственный деятель, председатель Исполнительного комитета Областного Совета Автономной области Горного Бадахшана (с 5.12.1936 переименованной в ГБАО) Таджикской ССР (1934—1937), делегат VII Всесоюзного съезда Советов СССР (1935) и Чрезвыча́йного VIII Всесоюзного съезда Советов СССР (1936), заместитель председателя Совета Национальностей Верховного Совета СССР (1936—1937), студент Коммунистического университета трудящихся Востока им. Сталина (1929—1931), руководил РКИ и контрольной комиссией (ЦКК) Горно-Бадахшанского обкома КП(б) Таджикистана (1931—1934), председатель Исполнительного комитета Бартангского уездного Совета, затем переименованного в Исполнительный комитет Рушано-Бартангского районного Совета (1926—1929), служба в РККА (1920—1922), в РКМ Автономной области Горного Бадахшана (1923—1926), член КИМ СССР (5—6 созывов), член ВКП(б) с 1926 года.

## Биография
Меретдин Амдинов родился в Хороге (ныне административный центр ГБАО) Республики Таджикистан) на Памире Ферганской области Российской империи в семье известного в то время просветителя и ремесленника-художественного коваля Пулодова Муллоамддина, таджика по происхождению.
Служил в Рабоче-Крестьянской Красной Армии (РККА) (1920—1922), с 1923 по 1926 год в рабоче-крестьянской милиции, являлся одним из организаторов советской милиции как исполнительным госорганом охраны общественного порядка на страже интересов беднейшего крестьянства на Советском Памире, в составе (с 15.08.1923) Памирского округа Ферганской области Туркестанской АССР и (с 02.01.1925) преобразованного в Автономную область Горного Бадахшана (АОГБ) в составе Таджикской АССР (с 14.10.1924) в составе Узбекской ССР, затем (с 5.12.1929) Таджикская ССР непосредственно в составе Советского Союза.
Член Коммунистического интернационала молодёжи (КИМ) СССР (5—6 созывов), член Всесоюзной коммунистической партии (большевиков) с 1926 года.
Председатель Исполнительного комитета Бартангского уездного Совета (Автономная область Горного Бадахшана), затем переименованного в Исполнительный комитет Рушано-Бартангского районного Совета Автономной области Горного Бадахшана (1926—1929).
 В этот период особенно проявились его организаторские способности, по его инициативе были открыты школы и за короткое время был преодолён уровень безграмотности (что послужило стимулом, начала обеспечения подготовки местных педагогических кадров) в этом труднодоступном регионе, где до этого уровень грамотности составляло всего 2,5 % от всего населения.
В апреле 1929 года на Дарвазском направлении области было совершено нападение под предводительством бывшего бека Каратегина — Фузайл Махсум. Для ликвидации банд басмачей и для руководства операцией, наряду с другими ответственными представителями советско-партийных органов, был направлен М. Амдинов, после чего басмачи пустились в бегство.
Учился в Москве в Коммунистическом университете трудящихся Востока имени И. В. Сталина (КУТВ) (1929—1931) — Высшее учебное заведение Коминтерна в СССР со сроком обучения 3 года.
С 1931—1934 годы в РКИ АОГБ, где занимался вопросами госконтроля и одновременно в контрольной комиссии (ЦКК) Горно-Бадахшанского обкома КП(б) Таджикистана АОГБ как единого советского партийно-государственного органа.
С 1934 по 1937 год был председателем Исполнительного комитета Областного Совета Автономной области Горного Бадахшана, затем (с 5.12.1936) переименованной в Горно-Бадахшанскую автономную область Таджикской ССР, был делегатом VII Всесоюзного съезда Советов СССР (январь — февраль 1935) и Чрезвычайного VIII Всесоюзного съезда Советов СССР (ноябрь—декабрь 1936), на котором был избран заместителем председателя Совета Национальностей Верховного Совета СССР.
Меретдин Амдинов много сил и энергии прилагал к развитию образования, науки и культуры на Памире: так, в 1935 году начаты подготовительные работы, а в 1936 году начато строительство гидроэлектростанции, первая очередь введения в действие — декабрь 1941 года, а вторая очередь Хорогской ГЭС им В. И. Ленина на Памире приходится на 1945 год; в 1936 году завершается строительство и сдаётся в эксплуатацию здание новой средней школы № 3 им С. М. Кирова, которая будет оставаться единственной на Памире смешанной, где обучение велось на таджикском и русском языках до распада Советского Союза, в этом же году открывается областной музыкально-драматический театр им А. Рудаки, здание которого располагалось напротив новой тогда средней школы им С. М. Кирова в Хороге; в 1937 году открывается медицинская школа в Хороге, которая впоследствии станет базой подготовки средних медицинских работников, но вскоре её закроют и откроют лишь в 1951 году.
Меретдин Амдинов был арестован по сфальсифицированному обвинению в сентябре 1937 года, приговорён к высшей мере наказания Военной коллегии Верховного суда СССР (ВКВС СССР), расстрелян 3 мая 1938 года в г. Сталинабаде, ныне Душанбе — столице Республики Таджикистан, место захоронения — там же. Посмертно реабилитирован ВКВС СССР (11.01.1958).

## Награды
- Орден Трудового Красного Знамени
- Грамота Коммунистического интернационала молодёжи
- Почетная Грамота Президиума Верховного Совета Таджикской ССР[1][2][3]

## Семья
- Отец — Пулодов Амдин (тадж. Муллоамддин Пулодов, широко славившийся деятельностью просветителя и ремеслом художественного коваля на Памире.
- Мать — Кадамшоева Сафархотун — родная сестра Додихудо и Ашурмамад Кадамшоевых.

Братья:
- Амдинов Шамсиддин (1898—1972) — повар, переводчик (владел русским, персидским, киргизским и узбекским языками) Хорогского казачьего пограничного поста Российской империи, часто сопровождавший офицеров в Кашгар, Афганистан и их семей до городов Ош, Самарканда и Бухары, затем в Хорогском Пограничном отряде пограничных войск Комитета государственной безопасности СССР, машинистом Гидроэлектростанции имени В. И. Ленина в Хороге.
- Амдинов Давлатмир (1909—1969) — рабочий Гидроэлектростанции имени Ленина в Хороге.
- Амдинов Сафармахмад (1911—1997) — выпускник (1927—1929) Ташкентского учительского института (с 1947 г. им. Низами), ветеран, являлся одним из организаторов образования в Таджикской ССР, зав. городского отдела народного образования г. Хорога с 1933 года, затем — в руководстве областного отдела народного образования Горно-Бадахшанского областного исполнительного комитета Совета депутатов трудящихся, с 1964 по 1971 год — зам. министра Министерства народного образования ТаджССР, начальник управления высших учебных заведений, начальник управления кадров Министерства народного образования ТаджССР по 1981 год[3][4]:

"В 1936—1937 годах из числа населения ГБАО более 300 человек как «враги народа», «националистическая буржуазия» без суда и следствия были арестованы, и только несколько человек после длительных мучений остались живыми. 60 арестованных семей Восточного и Западного Памира известили о приказе, на основании которого до 5 ноября 1937 г. они обязаны были, покинув свои дома, в полном составе, включая детей, выехать за пределы области. В числе высылаемых были семьи, в которых не оставалось ни одного мужчины, а только дети и женщины. Никто не подумал, смогут ли эти дети, старики в те морозные дни (преодолеть главные горные перевалы на Большом Восточном Памирском тракте — Кой-Тезек (альтитуда 4251 м), Акбайтал (4655 м), Кызыл-Арт (4250 м), Талдык (3615 м)), которые уже стояли на Восточном Памире (уже 2 ноября в Хороге шел снег) в открытых машинах, предназначенных для перевозки грузов, добраться живыми до г. Ош. 
4 ноября 1937 г. во дворе управления областной милиции грузовые автомашины, приехавшие из Оша, были выстроены в одну колонну. В каждой машине помещались одна или две семьи. И только на десятый день (14 ноября) из Мургаба они направились в сторону Оша. Ночью останавливаться было нельзя. Спустя 20 дней (протяжённость дороги Хорог—Ош более 700 км) колонна автомашин с семьями «врагов народа» и их близкими родственниками прибыла в г. Ош Киргизской ССР. В Оше семьи «врагов народа» высадили около здания ПАТУ (Памирское автотранспортное управление), находящегося на улице «Точикмахалла» и «каждого из нас оставили на произвол судьбы».— Сафармахмад Амдинов
- Амдинов Зайниддин (1914—1941) — служил в Пограничных войсках КГБ СССР на Западном Украине зам. начальника пограничной заставы по политчасти в воинском звание капитана, погиб в приграничных сражениях 1941 г. в Великой Отечественной войне — в первые дни вторжения нацистской Германии на территорию Советского Союза.

Сёстры:
- Амдинова Давлатхотун (1901—1976) — работала поваром первого детского дома № 1 в г. Хороге (откр. в 1923 г.).
- Амдинова Шарифамо (1908—1981) — работала швеёй областного Комбината бытового обслуживания в г. Хороге.

Двоюродные братья:
- Додихудоев Кадамшо (1902—1973) — красногвардеец (1918—1920), служил в рядах РККА в Хорогском погранотряде, в отряде Т. М. Дьякова в особом отделе военной контрразведки Памирского отряда ВЧК (1920—1923), в РКМ (1923—1929), зав хозотделом Горно-Бадахшанского облисполкома ГБАО (1929—1930), принимал активное участие в разгроме басмачества по направлению Дарваз, Язгулям, Ванч, Калай-Хумб (1920—1929), председатель Шугнанского райисполкома (1930—1932), первый секретарь Бартангского райкома партии (1932—1933), председатель промсоюза ГБАО (1933—1935), председатель промартели ГБАО (1935—1937), с 25 сентября 1937 года по 1938 г. включительно, не работал, исключён из рядов ВКП(б), арестован в связи с объявлением врагом народа его двоюродного брата — председателя Облисполкома ГБАО Амдинова Мехриддина и ряда других видных партийных деятелей Памира. Позднее был освобождён, но ещё в течение долгого времени по ночам его забирали и подвергали пыткам в органах НКВД по ГБАО[10][11].
- Одинаев Сабзали (1908—1993) — советский, таджикский хозяйственный и государственный деятель, участник Великой Отечественной войны (1942—1945), кавалер орденов Отечественной войны I степени, Отечественной войны II степени, Красной Звезды[12].
- Ашурмамадов Ёрмамад (1919—2004) — актёр, драматург, Заслуженный деятель искусств Таджикской ССР (1966), с 1957 по 1976 год директор Государственного музыкально-драматического театра им. А. Рудаки в Хороге (откр. в 1936 г.), с 1976 по 1979 год директор областного историко-краеведческого музея ГБАО[3][4].

Жена — Ельчибекова Аслибегим — домохозяйка, родная сестра Ельчибекова Карам Худо.

Ельчибеков Карам Худо (1896—1938) — советский таджикский государственный деятель, первый народный комиссар здравоохранения СНК ТаджССР, таджик по национальности, управляющий ТаджСельхозбанка (1926—1928), в руководстве облздрава (с 1923), репрессирован (расстрелян) в 1938 г..
Дети: Мехриддинова Давлатбегим (1929—2007) — преподавала в начальных классах в школе № 19 кишлака Питоб, Шугнанского района ГБАО; Мехриддинова Курбонбегим (1932—1951) — работала няней в Душанбе, заболела и переехала в Хорог, где в скором времени и скончалась; Мехриддинов Фирдавс (1936—2016) — окончил среднюю школу № 3 им С. М. Кирова в г. Хороге (откр. в 1936 г.), выпускник Самаркандского торгового института, был в браке с русской женщиной (своих детей не имел), проживал в г. Омск, РФ.